# Pawieł Iwaszko
Pawieł Iwaszko (ur. 1 stycznia 1994) – rosyjski lekkoatleta specjalizujący się w biegach sprinterskich.
Podwójny złoty medalista mistrzostw Europy juniorów w Rieti (2013). Rok później wszedł w skład rosyjskiej sztafety 4 × 400 metrów, która sięgnęła po srebro mistrzostw Europy w Zurychu. W 2015 zdobył srebrny medal w biegu na 400 metrów podczas młodzieżowych mistrzostw Europy. Złoty medalista światowych wojskowych igrzysk sportowych w sztafecie 4 × 400 metrów (2015).
Reprezentant kraju na drużynowych mistrzostwach Europy.

## Osiągnięcia
| Rok  | Impreza                                 | Miejsce    | Konkurencja             | Lokata     | Wynik   |
| ---- | --------------------------------------- | ---------- | ----------------------- | ---------- | ------- |
| 2013 | Mistrzostwa Europy juniorów             | Rieti      | bieg na 400 metrów      | 1. miejsce | 45,81   |
| 2013 | Mistrzostwa Europy juniorów             | Rieti      | sztafeta 4 × 400 metrów | 1. miejsce | 3:04,87 |
| 2014 | IAAF World Relays                       | Nassau     | sztafeta 4 × 400 metrów | eliminacje | 3:05,00 |
| 2014 | Superliga drużynowych mistrzostw Europy | Brunszwik  | bieg na 400 metrów      | 2. miejsce | 45,95   |
| 2014 | Mistrzostwa Europy                      | Zurych     | sztafeta 4 × 400 metrów | 2. miejsce | 2:59,38 |
| 2015 | Superliga drużynowych mistrzostw Europy | Czeboksary | bieg na 400 metrów      | 4. miejsce | 45,48   |
| 2015 | Superliga drużynowych mistrzostw Europy | Czeboksary | sztafeta 4 × 400 metrów | 4. miejsce | 3:01,71 |
| 2015 | Młodzieżowe mistrzostwa Europy          | Tallinn    | bieg na 400 metrów      | 2. miejsce | 45,73   |
| 2015 | Mistrzostwa świata                      | Pekin      | bieg na 400 metrów      | eliminacje | 45,25   |
| 2015 | Mistrzostwa świata                      | Pekin      | sztafeta 4 × 400 metrów | 8. miejsce | 3:03,05 |
| 2015 | Światowe wojskowe igrzyska sportowe     | Mungyeong  | bieg na 400 metrów      | 4. miejsce | 45,93   |
| 2015 | Światowe wojskowe igrzyska sportowe     | Mungyeong  | sztafeta 4 × 400 metrów | 1. miejsce | 3:03,01 |

## Rekordy życiowe
- Bieg na 400 metrów – 45,25 (2015)